# Tauernliga
La Tauernliga fu il secondo livello del campionato austriaco di calcio tra il 1949-1950 ed il 1958-1959, il primo a carattere interregionale.
Istituita nel 1949, era giocata dalle squadre del Salisburghese e della Carinzia; fungeva da livello intermedio tra i campionati regionali di questi due land e la Staatsliga A, anche se non in tutte le stagioni le vincitrici della Tauernliga furono ammesse agli spareggi per la promozione nella massima serie.
A partire dalla stagione 1955-1956 la Tauernliga fu divisa in due raggruppamenti, Nord e Süd, il primo comprendeva solo le formazioni salisburghesi ed il secondo quelle carinziane. Nel 1958-1959 il campionato venne disputato per l'ultima volta.
Nel 1959-1960 le prime 4 classificate della 1. Landesliga confluirono nella nuova Regionalliga West, unitamente alle migliori 4 formazioni della Tirol Liga e della Vorarlbergliga.

## Albo d'oro
- 1949-1950  Villacher SV
- 1950-1951  Klagenfurter AC
- 1951-1952  Salzburger AK
- 1952-1953  Austria Salisburgo
- 1953-1954  Radenthein
- 1954-1955  Austria Klagenfurt
- 1955-1956  Bischofshofen (Nord) e  Radenthein (Süd)
- 1956-1957  Bischofshofen (Nord) e  Radenthein (Süd)
- 1957-1958  Austria Salisburgo (Nord) e  Radenthein (Süd)
- 1958-1959  Austria Salisburgo (Nord) e  Radenthein (Süd)